# Борис Вазов
Борис Вазов (Борис Мінчов Вазов; 1873, Сопот, Болгарія — 1957, Софія, Болгарія) — болгарський громадський діяч і політик, наймолодший з братів Вазоваих — брат письменника Івана Вазова і військових діячів Георгія Вазова і Владимира Вазова.

## Життєпис
Борис Вазов — відомий публіцист, громадський і культурний діяч свого часу. Багато зробив для виходу в світ багатьох творів свого відомого брата. Написав більшу частину роману «Під ігом» під диктовку свого брата Івана, який у той час страждав від хвороби «очного яблука» і тому не міг написати.
У 1925 Вазов був серед поранених в організованому комуністами нападі на Собор Святої Неділі.
Його дружина Єлисавета Консулова-Вазова та донька Бінка Вазова — відомі болгарські художниці.